# William Dorsey Swann
William Dorsey Swann (Maryland, 1858 — Hancock, Maryland, 1925) foi um ativista norte-americano conhecido por seu pioneirismo na defesa dos direitos da comunidade Queer. Tornou-se a primeira pessoa da América do Norte a liderar um grupo de resistência queer, bem como a primeira pessoa do mundo a se autointitular drag queen e precursor do termo.
Negro e nascido em 1858, cinco anos antes da abolição da escravatura em 1863, viveu como escravo na infância. Após conquistar a liberdade da escravidão, foi preso diversas vezes, uma delas sob acusação de “falsificação de identidade feminina”, em 1888.

## Biografia
Nascido escravizado em 1858, no estado de Maryland, nos Estados Unidos, ganhou sua liberdade em 1863, quando a escravidão foi oficialmente abolida naquele país. Swann era o quinto mais velho dentre os 13 filhos de Mary Jane Younker, uma escravizada que trabalhava na casa dos senhores, e Andrew Jackson Swann, um escravizado que trabalhava no campo de trigo. Acredita-se que o pai biológico de William Swann tenha sido um senhorio branco. Legalmente a família Swann pertenceu a uma senhora chamada Ann Murray. Embora Andrew e Mary Jane fossem integrantes da Igreja Protestante, Swann foi batizado na Igreja Católica por determinação de Murray. Após a Guerra Civil, seus pais puderam comprar um lote de terreno para construir a própria fazenda. O primeiro emprego de Swann foi como garçom em um hotel. Em 1880, ele deixou Hancock e se mudou para Washington, D.C.. Swann nunca frequentou a escola, mas chegou a trabalhar como zelador em uma Universidade, onde aprendeu a ler e a escrever em seu tempo livre.
Durante as décadas de 1880 e 1890, William Swann organizou uma série de bailes em Washington, D.C., nos quais homens, geralmente negros, se reuniam para dançar e desfilar com seus vestidos. Foi nesses bailes que Swann se autointitulou uma rainha do drag (drag queen), sendo a primeira pessoa da história a fazê-lo. Como tais eventos eram secretos, os convites costumavam ser feitos discretamente, como, por exemplo, nas reuniões da Associação Cristã de Moços. Os bailes drags de Swann vinham ocorrendo em segredo por anos, até 1887, quando foram descobertos. Em 14 de janeiro de 1887, a polícia de Washington invadiu uma das reuniões de Swann e prendeu ao menos seis homens negros. O jornal Washington Critic noticiou: "Seis homens de cor, vestidos com elegantes roupas femininas, foram denunciados no banco dos réus no Tribunal de Polícia nesta manhã, sob a acusação de serem pessoas suspeitas [...]. Quase todos usavam vestidos de seda de gola baixa e manga curta, vários deles com espartilhos, saltos e tudo o que é necessário para completar a vestimenta de uma mulher". As notícias dos jornais, se por um lado tornou mais difícil para Swann e seus amigos ficarem escondidos daqueles que procuravam os prejudicar, por outro fez com que o grupo ficasse amplamente conhecido na comunidade Queer, despertando, assim, o interesse de mais homens que queriam se juntar ao grupo.
Em 12 de abril de 1888, Swann e seu baile sofreram um novo ataque policial. De acordo com reportagens da época, cerca de 17 convidados escaparam do baile, mas Swann resistiu e tentou enfrentar um dos policiais com gritos de “Você não é um cavalheiro”. Em seguida, ele entrou em luta corporal com a polícia, tendo seu vestido rasgado em pedaços. Essa luta é considerada um dos primeiros casos da história de resistência violenta em nome dos direitos LGBTQ. Naquela noite, Swann, juntamente com outros 12 homens, foi levado preso por "falsificação de identidade feminina".
Em 1896, por organizar bailes drags, ele foi falsamente acusado de “manter uma casa desordenada” (eufemismo para “administrar um bordel”), sendo condenado a dez meses de prisão. Embora a acusação fosse infundada, o promotor reconheceu que foi imposta como castigo pelas relações sexuais de Swann com outros homens e pelo seu "mau exemplo na comunidade". No julgamento, o juiz lamentou não poder proferir uma pena mais severa, dizendo: "Eu gostaria de enviá-lo a um lugar onde você nunca mais veria o rosto de um homem e depois gostaria de livrar a cidade de todas as outras pessoas como você". Swann recorreu da sentença e pediu perdão presidencial a Grover Cleveland. O pedido foi negado, mas se tornou a mais antiga ação legal registrada de um americano com vistas a defender a comunidade Queer.
Sentindo-se incapaz de encontrar emprego devido a má reputação que adquiriu por ser drag, Swann deixou Washington e retornou a sua terra natal em 1900. Após a aposentadoria de William Swann da cena drag, seu irmão mais novo, Daniel J. Swann, continuou a forneceu fantasias para a comunidade de drags. Além disso, dois dos irmãos mais novos de Swann também eram drags e participavam de seus bailes. Swann morreu em 1925, em Hancock, Maryland. Após sua morte, as autoridades locais incendiaram sua casa.
William, que era abertamente gay, era amigo de Pierce Lafayette e Felix Hall, conhecidos como um dos primeiros casais gays de escravos norte-americanos. Foi na casa de Lafayette, inclusive, que ocorreu o baile invadido pela polícia em 1887.

## Legado
Após deixar Washington, Swann tranferiu o posto de rainha do drag a seus irmãos, sobretudo a seu irmão Daniel, que continuou no mundo drag por décadas, até sua morte em 1954. Além disso, Swann serviu de inspiração a notáveis drag queens de Washington do início do século XX, como Alden Garrison e “Mother” Louis Diggs.

## Livro
O pesquisador Channing Gerard Joseph transformou a história de William Swann em um livro intitulado “House of Swann“, lançado pela editora Crown, nos Estados Unidos. O livro foi concluído após Joseph dedicar mais de 15 anos de estudos sobre a vida de Swann.